# نافالينو
نافالينو هي بلدية تقع في مقاطعة سوريا، في منطقة قشتالة وليون، في إسبانيا. يبلغ عدد سكانها 789 نسمة وذلك حسب (المعهد الوطني للإحصاء) سنة 2017. وتبلغ مساحتها 25,03 كم مربع. وترتفع عن سطح البحر 1,117 متر.

## وصلات خارجية
- مجلس مدينة نافالينو بالإسبانية والإنجليزية.
- حكومة نافالينو